# Lijst van burgemeesters van Lissewege
Dit is een chronologische lijst van burgemeesters van Lissewege, een voormalige gemeente in de Belgische provincie West-Vlaanderen, thans deelgemeente van Brugge.
In het begin van de Franse Tijd was Lissewege een afdeling van het kanton Damme. De huwelijken vonden plaats in de 'Tempel van de Wet' in Damme en werden geacteerd door de kantonvoorzitter Pierre Dullaert, vanaf het jaar VII door Jacques Van Zandweghe.
De geboorten en overlijdens werden in Lissewege zelf geacteerd door de 'agent municipal'. Achtereenvolgens waren dit Franciscus Schouteeten en Carolus Claus. Pieter Sonneville trad op als adjunct.
De hervorming onder het Consulaat maakte van Lissewege een zelfstandige gemeente, met aan het hoofd een 'maire' of burgemeester. Hij had één of meer adjuncten, die de naam droegen van: adjoint au maire (Franse Tijd), assessor (Verenigd koninkrijk) en schepen (Belgisch koninkrijk).

## Franse Tijd en Verenigd koninkrijk der Nederlanden
- Jacobus Van der Lynde (26 juni 1800 of 7 Thermidor Jaar VIII - 18 april 1813)
- Franciscus Schouteeten (6 juni 1813 - 24 september 1815)
- Patricius De Laere (5 oktober 1815 - 6 december 1827)
- Jacobus D'hondt (plaatsvervangend vanaf 6 december 1827 - burgemeester 15 april 1828 tot mei 1829)

## Belgisch Koninkrijk
- Frans Van Brabant (plaatsvervangend vanaf mei 1829 - burgemeester 16 november 1830 - 28 mei 1839
- Petrus Pypers (plaatsvervangend vanaf mei 1839 - burgemeester 2 september 1839 - 31 december 1854
- Willem Bossier (januari 1855 - einde 1884)
- Franciscus Daeninck (mei 1885 - 9 september 1889)
- Josephus Dhondt (1889-1895)
- Constant Maenhoudt (1896-1920)
- Eligius Denys (1921-1926)
- Jan Maenhoudt (1927-1936), (Lissewege 22 juni 1880 - 26 september 1938), getrouwd met Sylvie De Geeter,
- Adolf De Grande (1936-1946)
  - Amedée Boi (1941-1942)
- René De Geeter (1947-1952)
- François Rosson (1953-1970)